# Korallfa
A korallfa (Erythrina) a hüvelyesek (Fabales) rendjébe tartozó pillangósvirágúak (Fabaceae) családjában a bükkönyformák (Faboideae) egyik nemzetsége.

## Származása, elterjedése
A nemzetség pántropikus: fajai az Ó- és Újvilág szubtrópusi és trópusi tájain egyaránt megtalálhatók.

## Megjelenése, felépítése
Kisebb fa vagy nagyobb bokor.
Ovális, fűzöld levelei hármasával ülnek a levélnyélen. Némely faj szárát végig tövisek borítják.
Színpompás, többnyire élénkvörös virágzata a bohóc csörgősipkájára emlékeztet. A virágok az új hajtások végén, nagyjából a növény hároméves korától nyílnak.
Termése a zöldborsóhoz hasonló hüvely: a fajok többségéé fényes barna, de akad élénk színmintás is.

## Életmódja, élőhelye
A tápanyagban gazdag, jó vízáteresztő talajt kedveli. Annak ellenére, hogy trópusi növény, a rövid ideig tartó, enyhe fagyot képes elviselni. A mérsékelt öv nagyobbik részén hidegházi növénynek számít.
Virágait madarak porozzák be, ezért azok feltűnő színűek és sok nektárt termelnek.
Magról és félfás dugványról is viszonylag könnyen szaporítható.

## Felhasználása
Az ausztrál bennszülöttek kérgét és gyökerét nyugtatónak, leveleit pedig főzelékként fogyasztották. A chachafuto (balú, Erythrina edulis magvát a muiszka indiánok megfőzték és megették.
A nemzetség több faját dísznövénynek ültetik.

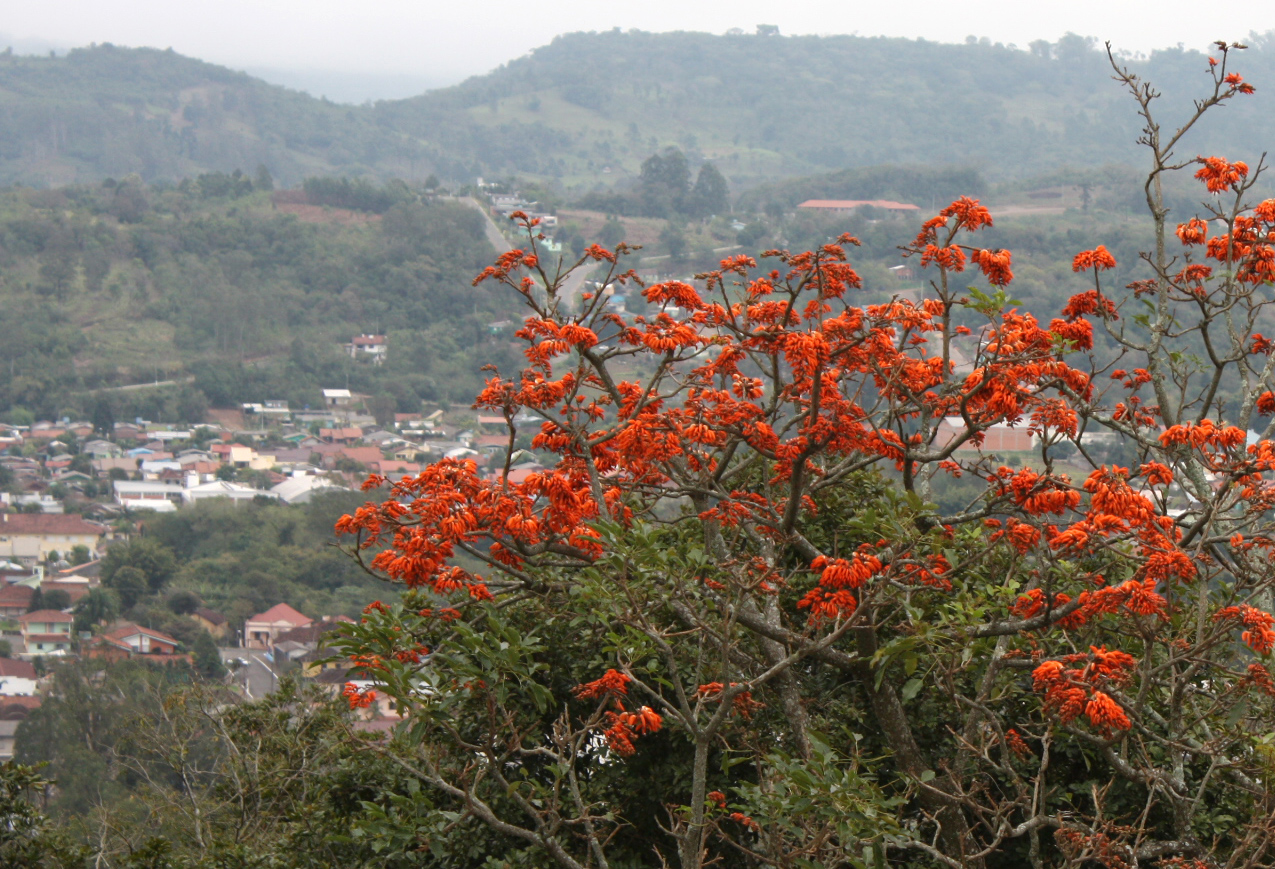
Virágzó korallfa (Brazília, Igrejinha)